# Angela Hanka
Angela Hanka est une patineuse artistique autrichienne.
Elle est médaillée d'argent en individuel dames aux Championnats du monde de patinage artistique 1914.